# WTA Challenger Ningbo
Das WTA Challenger Ningbo (offiziell: Yinzhou Bank International Women’s Tennis Open) ist ein Tennisturnier der WTA Challenger Series, das in der chinesischen Stadt Ningbo ausgetragen wird.

## Siegerliste

### Einzel
| Jahr | Siegerin          | Finalgegnerin | Ergebnis       |
| ---- | ----------------- | ------------- | -------------- |
| 2013 | Bojana Jovanovski | Zhang Shuai   | 6:77, 6:4, 6:1 |
| 2014 | Magda Linette     | Qiang Wang    | 3:6, 7:5, 6:1  |

### Doppel
| Jahr | Siegerinnen                    | Finalgegnerinnen                       | Ergebnis          |
| ---- | ------------------------------ | -------------------------------------- | ----------------- |
| 2013 | Chan Yung-jan Zhang Shuai      | Iryna Burjatschok Oksana Kalaschnikowa | 6:2, 6:1          |
| 2014 | Arina Rodionova Olha Sawtschuk | Han Xinyun Zhang Kailin                | 4:6, 7:62, [10:6] |